# Didao
Der Stadtbezirk Didao (chinesisch 滴道区, Pinyin Dīdào Qū) ist ein Stadtbezirk der bezirksfreien Stadt Jixi in der Provinz Heilongjiang der Volksrepublik China. Er hat eine Fläche von 501,4 km² und zählt 65.980 Einwohner (Stand: Zensus 2020).

## Administrative Gliederung
Auf Gemeindeebene setzt sich der Stadtbezirk aus vier Straßenvierteln und zwei Gemeinden zusammen. Diese sind:
- Straßenviertel Dongxing 东兴街道
- Straßenviertel Kuangli 矿里街道
- Straßenviertel Ximei 洗煤街道
- Straßenviertel Datonggou 大通沟街道

- Gemeinde Didaohe 滴道河乡
- Gemeinde Lanling 兰岭乡